# برونو آندراده (بازیکن فوتبال)
برونو آندراده (انگلیسی: Bruno Andrade؛ زادهٔ ۲ اکتبر ۱۹۹۳) بازیکن فوتبال اهل پرتغال است.
از باشگاه‌هایی که در آن بازی کرده‌است می‌توان به باشگاه فوتبال وایکام واندررز، باشگاه فوتبال ووکینگ، باشگاه فوتبال کویینز پارک رنجرز، باشگاه فوتبال آلدرشات تاون، و باشگاه فوتبال استیونج اشاره کرد.